# اترائیان
اترائیان (نام علمی: Aethridae) نام یک تیره از راسته ده‌پایان است.